# Pardosa dromaea
Pardosa dromaea là một loài nhện trong họ Lycosidae.
Loài này thuộc chi Pardosa. Pardosa dromaea được Tord Tamerlan Teodor Thorell miêu tả năm 1878.